# L'Étonnant Couple Moutonnet
L'Étonnant Couple Moutonnet est un conte d'Auguste de Villiers de l'Isle-Adam qui parut pour la première fois dans La Vie pour rire le 19 septembre 1888.

## Résumé
Le sans-culotte Thermidor Moutonnet de la section des Enfants du devoir force la porte du citoyen Fouquier-Tinville. L'affaire est d'importance : il veut faire guillotiner sa femme...

## Éditions
- 1888 -  La Vie pour rire semi-hebdomadaire, édition du 19 septembre 1888, librairie Dentu à Paris.
- 1890 - In Chez les passants, Comptoir d'édition à Paris.